# Norwich Terrier
Norwich terier – rasa psów, należąca do grupy terierów, znajdująca się w sekcji terierów krótkonożnych. Nie podlega próbom pracy.

## Krótki rys historyczny
Psy te pochodzą z regionu nazywanego East Anglia (Wschodnia Anglia) znajdującego się na południu Wielkiej Brytanii, z hrabstwa Norfolk. Norfolk terier wyodrębniono jako oddzielną rasę z norwich terierów w 1963 w Wielkiej Brytanii. W  USA uczyniono to w roku 1979.

## Użytkowość
Rasa wyhodowana do polowań na szkodniki, skuteczna w walce z gryzoniami.

## Temperament
Norwich Terrier to rasa terierów odważnych i aktywnych, są cierpliwe wobec dzieci, przywiązują się do członków rodziny.

## Budowa
Mały pies o silnym i mocnym układzie kostnym.

## Szata i umaszczenie
Umaszczenie w jakiej występuje Norwich Terrier to rude oraz płowe we wszystkich odcieniach, od czerwonego przez rude z czarnym przesianiem aż po czarne podpalane.

## Utrzymanie
Wymagana jest regularna pielęgnacja szaty – trymowanie.

## Popularność w Polsce
Rasa pojawiła się w Polsce w latach 90. i jak dotąd jest mało popularna – do niedawna rocznie rodziło się około 2-3 miotów.

## Zdrowie
Problemem zdrowotnym występującym w tej rasie jest rodzaj epilepsji. Obecnie w niektórych krajach próbuje się ograniczyć epilepsję przez eliminowanie z hodowli chorych psów. W Holandii, od pewnego czasu Klub Norwich Terriera prowadzi badania w tym kierunku